# Воробьёв, Егор Терентьевич
Его́р Тере́нтьевич Воробьёв (16 апреля 1918, Средние Тимерсяны, Симбирская губерния — 23 января 2011, Средние Тимерсяны, Ульяновская область) — гвардии младший сержант, Герой Советского Союза.

## Биография
Родился 16 апреля 1918 года в селе Средние Тимерсяны (ныне — Цильнинского района Ульяновской области) в семье чувашских крестьян.
В армии с 1938 года. Участвовал в боях на Халхин-Голе (1939 г.), советско-финской войне (1939-1940 гг.), по окончании которой демобилизовался.
Вновь в армии с июня 1941, служил шофёром дорожно-эксплуатационной части. Позже был назначен парторгом 7-й роты 23-го гвардейского воздушно-десантного стрелкового полка 9-й гвардейской воздушно-десантной дивизии. Воевал на 1-м Украинском фронте. Отличился в Висло-Одерской наступательной операции. С 12 января по 3 февраля 1945 уничтожил 6 пулемётных точек и несколько десятков гитлеровцев, 9 взял в плен.
Указом Президиума Верховного Совета СССР от 27 июня 1945 года «за образцовое выполнение боевых заданий командования на фронте борьбы с немецко-фашистскими захватчиками и проявленные при этом мужество и героизм» гвардии младшему сержанту Воробьёву Егору Терентьевичу присвоено звание Героя Советского Союза с вручением ордена Ленина и медали «Золотая Звезда» (№ 8916).
После войны Егор Терентьевич вернулся в родное село, где работал сначала водителем, а затем — заместителем председателя колхоза.
Ушёл из жизни 23 января 2011 года. Егор Терентьевич Воробьёв был последним Героем Советского Союза в Ульяновске.

## Награды
- Герой Советского Союза (медаль «Золотая Звезда» № 8916 и орден Ленина; 27.6.1945)[3]
- Орден Отечественной войны I степени (6.4.1985)[4]
- Медали

## Память
- Именем Е.Т. Воробьева названа школа в родном селе[5].